# Joseph Boussinesq
Joseph Valentin Boussinesq, né à Saint-André-de-Sangonis (Hérault) le 13 mars 1842 et mort à Paris le 19 février 1929, est un hydraulicien et mathématicien français. Il est élu  membre de la section de mécanique de l'Académie des sciences en 1886.

## Biographie

### Carrière
Après son baccalauréat ès sciences en 1860 à Montpellier (il y est l'élève d'Édouard Roche), il obtient, toujours à Montpellier, la licence ès sciences mathématiques en juillet 1861. Il est d'abord professeur de mathématiques aux collèges d'Agde (1862–1865), du Vigan (1865) et de Gap (1866 à 1872). Il prépare sa thèse à Gap sous la direction d'Adhémar Barré de Saint-Venant et obtient en 1867 le doctorat ès sciences devant la faculté des sciences de Paris ; sa thèse est intitulée « Étude sur la propagation de la chaleur dans les milieux homogènes ».
Il reçoit en 1871 le prix Poncelet, décerné par l'Académie des sciences, pour l'ensemble de ses travaux.
Il est nommé en 1872 professeur de calcul différentiel et intégral à la faculté des sciences de Lille et enseigne à l’Institut industriel du Nord (École centrale de Lille) de 1872 à 1886 ; il y coopère avec Alfred-Aimé Flamant, lui aussi disciple de Barré de Saint-Venant, et avec Auguste Boulanger. En 1886 il est élu à l'Académie des sciences, membre de la section de mécanique.
Il obtient ensuite la chaire de mécanique de la Faculté des sciences de Paris, puis, en 1896, la chaire de physique mathématique, succédant à Henri Poincaré. En 1901, il est fait officier de la Légion d'honneur. Il prend sa retraite en 1918.

### Vie privée
Joseph Boussinesq a été marié trois fois. Il épouse en premières noces Anastasie Giscard de la Roque, fille d'un officier et elle-même veuve. Après sa mort, Boussinesq épouse Claire Onffroy, fille de baron et également veuve. Son troisième mariage s'effectue avec une roturière. Les enterrements de ses trois épouses sont narrés dans le livre Un mathématicien aux prises avec le siècle, de Laurent Schwartz.

## Œuvre
Joseph Boussinesq est célèbre pour plusieurs avancées scientifiques en mathématiques, mécanique des fluides, mécanique des sols et génie civil.
- Modélisation des ondes de surface en eau peu profonde : équation de Boussinesq et sa résolution
- Modélisation des écoulements visqueux : Équation BBO (J.V. Boussinesq, A. B. Basset, C. W. Oseen) et sa résolution
- Dynamique des fluides et hypothèse de Boussinesq pour la modélisation des turbulences
- Méthode du potentiel pour résoudre un système d'équations linéaires à l'aide d'une convolution, avec applications en mécanique des milieux continus (fluides, élasticité)
- Mécanique des sols, généralisation de la théorie des équilibres limites de poussée et de butée de Rankine et résolution du problème du tas de sable ; résolution du problème du poinçon dit  problème de Boussinesq : « champ de contraintes dans un massif solide occupant un demi-espace bordé par une surface plane lorsqu'une masse de Dirac est appliquée en un point de la surface ».

Joseph Boussinesq a donné son nom à l'approximation de Boussinesq : « Dans la plupart des mouvements provoqués par la chaleur sur nos fluides pesants, les volumes ou les densités se conservent à très peu près, quoique la variation correspondante du poids de l'unité de volume soit justement la cause des phénomènes qu'il s'agit d'analyser. De là résulte la possibilité de négliger les variations de la densité, là où elles ne sont pas multipliées par la gravité g, tout en conservant, dans les calculs, leur produit par celle-ci. »

« Pour d'innombrables applications pratiques, par exemple la réduction de la traînée visqueuse et partant de la consommation de carburant des automobiles et des avions, la modélisation semi-empirique de la turbulence reste indispensable. Boussinesq en est le pionnier dès 1877 en proposant une formule pour la viscosité turbulente, un concept qui se rattache aux travaux modernes sur l'homogénéisation et les descriptions multi-échelle. »

## Publications
- Thèses présentées à la Faculté des sciences de Paris. Ire thèse/Étude sur la propagation de la chaleur dans les milieux homogènes, 1867 (BNF 31859334, lire en ligne)
- « Théorie de l'intumescence liquide, appelée onde solitaire ou de translation, se propageant dans un canal rectangulaire », Comptes rendus de l'Académie des sciences, vol. 72,‎ 1871, p. 755–759 (lire en ligne)
- « Théorie des ondes et des remous qui se propagent le long d'un canal rectangulaire horizontal, en communiquant au liquide contenu dans ce canal des vitesses sensiblement pareilles de la surface au fond », Journal de mathématiques pures et appliquées, deuxième série, vol. 17,‎ 1872, p. 55–108 (lire en ligne)
- Théorie des ondes liquides périodiques, 1872 (BNF 30148991, lire en ligne)
- Mémoires présentés par divers savants à l'Académie des Sciences : Essai sur la théorie des eaux courantes, rapport sur un mémoire de M. Boussinesq, présenté le 28 octobre 1872, vol. 23, t. 1, 	Institut National de France, 1872 (présentation en ligne, lire en ligne)
- Essai théorique sur l'équilibre d'élasticité des massifs pulvérulents et sur la poussée des terres sans cohésion (Mémoire présenté à la classe des sciences dans la séance du 6 juin 1874), 1876 (BNF 30148981), texte disponible en ligne sur LillOnum
- Cours d'analyse infinitésimale de l'Institut industriel du Nord, impr. et litogr. L. Danel, coll. « Institut industriel du Nord », 1883 (BNF 30148978, lire en ligne)
- Application des potentiels à l'étude de l'équilibre et du mouvement des solides élastiques, Gauthier-Villars, 1885 (BNF 30148974, présentation en ligne, lire en ligne), texte disponible en ligne sur LillOnum
- Quelques mots sur la vie et l'œuvre de M. de Saint-Venant, membre de l'Institut, membre associé de la Société des sciences de Lille, 1886 (BNF 30148988)
- Cours d'analyse infinitésimale : à l'usage des personnes qui étudient cette science en vue de ses applications mécaniques et physiques, vol. 1, t. 1, Gauthier-Villars et fils, 1887 (réimpr. 1890) (lire en ligne)
- Leçons synthétiques de mécanique générale servant d'introduction au cours de mécanique physique de la Faculté des sciences de Paris, Gauthier-Villars, 1889 (lire en ligne)
- Cours d'analyse infinitésimale  à l'usage des personnes qui étudient cette science en vue de ses applications mécaniques et physiques, t. 1 : Fascicule 1, Gauthier-Villars, 1890 (1re éd. 1887) (lire en ligne)
- Cours d'analyse infinitésimale  à l'usage des personnes qui étudient cette science en vue de ses applications mécaniques et physiques, t. 1 : Fascicule 2, Gauthier-Villars, 1890 (1re éd. 1887) (lire en ligne)
- Cours d'analyse infinitésimale  à l'usage des personnes qui étudient cette science en vue de ses applications mécaniques et physiques, t. 2 : Fascicule 1, Gauthier-Villars, 1890 (1re éd. 1887) (lire en ligne)
- Cours d'analyse infinitésimale  à l'usage des personnes qui étudient cette science en vue de ses applications mécaniques et physiques, t. 2 : Fascicule 2, Gauthier-Villars, 1890 (1re éd. 1887) (lire en ligne)
- Théorie de l'écoulement tourbillonnant et tumultueux des liquides dans les lits rectilignes à grande section, vol. 1, Gauthier-Villars, 1897 (BNF 30148990, lire en ligne)
- Théorie analytique de la chaleur mise en harmonie avec la thermodynamique et avec la théorie mécanique de la lumière, vol. 1, Gauthier-Villars, 1903 (1re éd. 1901) (BNF 36027137, lire en ligne)
- Théorie analytique de la chaleur mise en harmonie avec la thermodynamique et avec la théorie mécanique de la lumière, vol. 2, Gauthier-Villars, 1903 (1re éd. 1901) (BNF 31859325, lire en ligne)
- Théorie approchée de l'écoulement de l'eau sur un déversoir en mince paroi et sans contraction latérale, 1907. (BNF 31859333)

## Autres références
- Louis Mangin, « Comptes rendus hebdomadaires des séances de l'Académie des sciences ; Mémoires et communications des membres et correspondants de l'Académie ; Nécrologie: Joseph Boussinesq », Comptes rendus hebdomadaires des séances de l'Académie des sciences,‎ 25 février 1929 (ISSN 0001-4036, lire en ligne)
- Martin Zerner, La transformation des traités français d'analyse (1870–1914) : Publication n° 389 du Laboratoire Jean-Alexandre Dieudonné CNRS-URA 168, Nice, 1994 (lire en ligne), p. 10,27,35,45, 46-49,79
- Émile Picard, « La vie et l'œuvre de Joseph Boussinesq », Mémoires de l'Académie des sciences de l'Institut de France, vol. 61,‎ 1934 (ISSN 0368-9263, lire en ligne)
- « Académie des sciences ; Table générale 1911–1925 ; Activité de Joseph Boussinesq ».

1. ↑  Eva Telkes, « Présentation de la faculté des sciences et de son personnel, à Paris (1901-1939) », Revue d'histoire des sciences, vol. 43, no 4,‎ 1990, p. 451–476 (DOI 10.3406/rhs.1990.4505, lire en ligne, consulté le 29 janvier 2019)
2. ↑  Marie-Thérèse Pourprix, Des mathématiciens à la Faculté des sciences de Lille, 1854-1971, Paris, L'Harmattan, 2009, 277 p. (ISBN 978-2-296-08613-5, lire en ligne)
3. ↑  Uriel Frisch, « Séance solennelle de l’Académie des sciences 16 juin 2009 Réception des nouveaux Membres sous la coupole de l'Institut de France  Deux siècles et demi de mécanique des fluides et de turbulence », Institut de France, Académie des sciences,‎ 2009 (lire en ligne)